# منطقه حفاظت‌شده قرچغه
منطقهٔ حفاظت‌شدهٔ قرچغه یک منطقهٔ حفاظت‌شده با مساحت ۳۱۳۰۲ هکتار است که در استان خراسان رضوی در ایران قرار دارد. این منطقهٔ حفاظت‌شده طبق مصوبهٔ شمارهٔ ۷۰۰ در تاریخ ۱۳۸۶/۱۱/۱۲ در فهرست مناطق تحت حفاظت سازمان محیط زیست ایران قرار گرفت.